# Fréttablaðið
Fréttablaðið (o sea El Periódico) fue el periódico islandés de mayor circulación. Era escrito en islandés y se distribuyó sin costo en algunas partes del país. Circulaba de lunes a sábado. Lo publicó el grupo 365 prentmiðlar.